# Altfløjte
En altfløjte eller G-fløjte er en type tværfløjte, altså et medlem af træblæserfamilien, der klinger en kvart under den almindelige tværfløjte. Den er hermed den første udvidelse i dybden til tværfløjten. Dens karakteristika er dens klare, bløde tone.
En altfløjtes rør er betydeligt tykkere og længere end tværfløjtens og dens muligheder dynamisk er væsentligt større i den dybe oktav. Det alternative navn G-fløjte angiver den toneart fløjten er stemt i, hvilket betyder det er et transponerende instrument. Hovedstykket kan både være lige og kurvet med henblik på at lette byrden for fløjtenisten, der har en betydeligt større vægt at bære længere væk fra sig ved håndtering af en altfløjte.
Udover at blive brugt i forskellige fløjteensembler og koncertensembler er altfløjter også populære i mange jazzgrupper, hvor det ofte er saxofonister, der spiller fløjten i specifikke passager.
Den embouchure, der kræves for at spille altfløjte, er nogenlunde magen til, hvad der benyttes ved almindelig tværfløjtespil, hvilket i modsætning til piccolofløjte gør det nemt for fløjtenister at spille G-fløjte. Dog er der nogle mindre forskelle: specielt at fingrene placeres længere fra hinanden og at fløjtens reaktionstid er længere end på en almindelig skal tages i betragtning.